# Гурбанназаров, Оразмырат
Оразмура́д Курбанназа́ров (туркм. Orazmyrat Gurbannazarow; 1966 год, Мурче, Бахарденский район Туркменская ССР, СССР) — туркменский государственный деятель, дипломат.

## Биография
Родился в 1966 году в Бахарденском районе Туркменской ССР.
В 1993 г. окончил Туркменский сельскохозяйственный институт, по специальности — экономист по бухгалтерскому учёту и финансам.

## Карьера
После окончания института занимал различные должности в, финансовых и налоговых органах. До 2008 года — начальник отдела контроля за работой налоговых служб государственной налоговой службы по Ахалскому велаяту. С 2008 года — заместитель председателя Высшей контрольной палаты Туркменистана.
15.01.2009 — 09.04.2010 — председатель Высшей контрольной палаты Туркменистана.
09.04.2010 — 10.01.2011 — министр сельского и водного хозяйства Туркменистана.
10.01.2011 — 22.02.2012 — заместитель председателя Кабинета министров Туркменистана.
29.03.2012 — 10.01.2014 — Чрезвычайный и полномочный посол Туркменистана в ОАЭ.
10.01.2014 — 09.07.2015 — председатель Государственного объединения пищевой промышленности Туркменистана.
09.07.2015 — 12.05.2017 — хяким Дашогузского велаята.
С 12.05.2017 — заместитель председателя Кабинета министров Туркменистана.
11.04.2018 года снят с должности в связи с назначением председателем Торгово-промышленной палаты Туркменистана.